# Julius Fučík (compositor)
|  | Aquest article tracta sobre el compositor de música txec. Vegeu-ne altres significats a «Julius Fučík». |

Julius Fučík (Praga, 18 de juliol de 1872 - Praga, 15 de setembre de 1916) fou un compositor txec cèlebre sobretot per la seva L'entrada dels gladiadors, música correntment utilitzada en els espectacles de circ i als Jocs Olímpics, però també per les seves marxes (Florentiner Marsch) i elegants valsos. Va ser deixeble de Dvořák al Conservatori de Praga.
Després d'estudiar al Conservatori entrà en l'orquestra simfònica de l'Exposició de 1895. Des de 1896 actuà com a director d'orquestra i mestre de capella, i, per acabar, acceptà el càrrec de músic major del regiment 86 a Budapest.
Entre les seves 260 obres de caràcter popular, s'ha de mencionar preludis de concert per a orquestra, dues grans misses, un Avemaria, trios per a instruments de vent, 30 cançons, cors, suites, quatre poemes simfònics, obertures, solos per a violí amb acompanyament de piano i orquestra, marxes nacionals, etc.